# NGC 1208
NGC 1208 est une galaxie lenticulaire située dans la constellation de l'Éridan. NGC 1208 a été découverte par l'astronome germano-britannique William Herschel en 1785.

## Caractéristiques
Sa vitesse par rapport au fond diffus cosmologique est de 4 220 ± 19 km/s, ce qui correspond à une distance de Hubble de 62,2 ± 4,4 Mpc (∼203 millions d'al).
NGC 1208 est une galaxie du champ, c'est-à-dire qu'elle n'appartient pas à un amas et qu'elle est donc gravitationnellement isolée. NGC 1208 présente aussi une large raie HI. 